# Shixiang (köpinghuvudort i Kina, Zhejiang Sheng, lat 29,69, long 120,09)
Shixiang (kinesiska: 五泄镇, 狮象) är en köpinghuvudort i Kina. Den ligger i provinsen Zhejiang, i den östra delen av landet, omkring 63 kilometer söder om provinshuvudstaden Hangzhou. Antalet invånare är 12 861. Befolkningen består av 6 453 kvinnor och 6 408 män. Barn under 15 år utgör 11,0 %, vuxna 15-64 år 74 %, och äldre över 65 år 13,0 %.
Runt Shixiang är det tätbefolkat, med 442 invånare per kvadratkilometer. Närmaste större samhälle är Caota, 4,7 km öster om Shixiang. Trakten runt Shixiang består till största delen av jordbruksmark.
Genomsnittlig årsnederbörd är 2 020 millimeter. Den regnigaste månaden är juni, med i genomsnitt 365 mm nederbörd, och den torraste är januari, med 79 mm nederbörd.